# Wayland, Iowa
Wayland är en ort i Henry County i Iowa. Vid 2020 års folkräkning hade Wayland 964 invånare.